# Karachaniden
Unter dem Begriff Karachaniden (auch Qarachaniden, Qaraḫāniden oder Karakhaniden) ist eine türkische Herrscherdynastie bekannt, die um 960 zum Islam übertrat und im 11. und 12. Jahrhundert Mittelasien beherrschte. Im Ferghanatal existierte sie bis 1213. Die Bezeichnung „Kara-Chaniden“ geht auf Wassili Wassiljewitsch Grigorjew (1816–1881) zurück und ist dem Titel des ranghöchsten Fürsten entlehnt (قراخان, Qarāḫān = „Schwarzer Chān“).

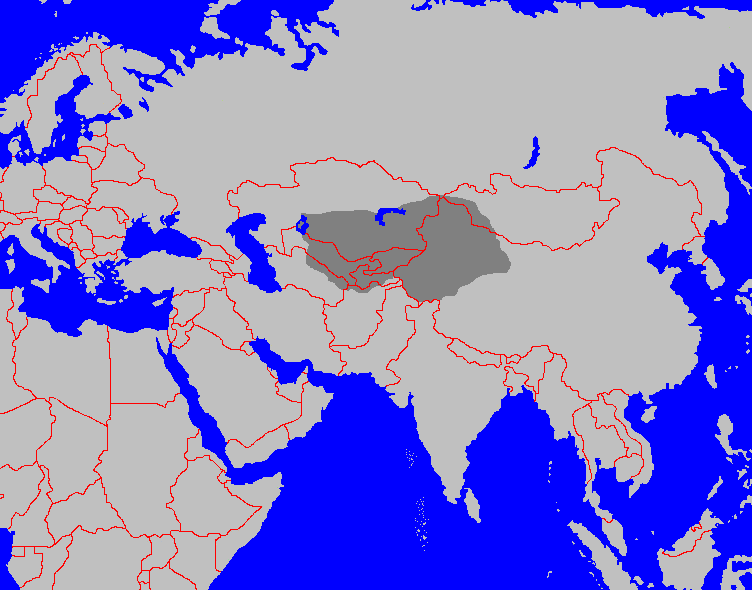
Das Karachaniden-Reich im frühen 11. Jh. (ungefähre Ausdehnung)

## Aufstieg, Hierarchie und Islamisierung
Über die Herkunft der Dynastie ist wenig bekannt und viel diskutiert worden. Denkbar ist eine Verbindung zur alttürkischen Aschina-Sippe, doch führt die vorherrschende Ansicht die Herrscher auf einen Zweig der Karluken zurück oder weist auf eine enge Verbindung zwischen der Stammeskonföderation der Karluken und der Yaghma-Gruppe hin. Die Karluken-Konföderation unterteilte sich angeblich in neun Gruppen unterschiedlicher Herkunft, wobei die Tschigil und Tuchsi z. B. Überbleibsel älterer türkischer Gruppierungen waren. Die Yaghma, eine ursprünglich den Toquz-Oghuzen zugerechnete Gruppe, welche im 10. Jh. analog zu den Karluken über verschiedene Gebiete Turkestans verstreut war, standen  in enger Verbindung zu den Karluken.
Das Machtzentrum – „Kara-Ordu“ – der beherrschten Steppengebiete zwischen dem Balchaschsee im Westen und dem Tarimbecken im Osten bildete Balasagun, eine Stadt mit sogdisch-türkischer Einwohnerschaft bei Tokmok im Gebiet des kirgisischen Tschüi-Tals. Von hier aus herrschte ein Großkhan direkt über den Ostteil des Reiches, während die westlichen Besitzungen, zu denen zunächst Kaschgar und Talas zählten, einem untergeordneten Khan unterstanden. So sicherte eine komplizierte Hierarchie, welche noch weitere Ränge und Teilherrschaften kannte, allen männlichen Familienmitgliedern ihren Anteil an der Macht. Mit dem Tod eines übergeordneten Fürsten rückten die rangniederen nach. Zu den hierbei verteilten Titeln zählten zum Beispiel typische Zusammensetzungen aus Arslan (= „Löwe“, das Totem der Tschigil) oder Bughra (= „männl. Kamel“) und Khan, Ilek (Ilig) oder Tegin.
Als Herrscher des Westteils um Kaschgar und Talas führte ein gewisser Satuq (gest. 955) den Titel „Bughra-Khan“. Der von Munedschimbaschi (gest. 1702) wiedergegebenen Überlieferung der Bagdader Geschichtsschreibung zufolge war er es, der Mitte des 10. Jahrhunderts als erster seines Geschlechts zum Islam übertrat. Satuq soll nach seiner Konversion eine Fatwa (islam. Rechtsgutachten) erhalten haben, die ihm den Mord an seinem noch heidnischen Vater erlaubte. Als er diesen ersetzt hatte, trieb er die Islamisierung seines Volkes voran. Ein Geistlicher aus Nischapur namens Abu l-Hasan Muhammad ibn Sufyan al-Kalamati soll hierbei eine Rolle gespielt haben; er starb 961 am Hof des Khans. Durch die Verbesserung der Beziehungen nach Transoxanien hatten Satuq und seine Verwandten, bald allesamt Muslime, an Macht gewonnen.

## Reichsgründung in Transoxanien
992 besetzte Satuqs Enkel Harun Bughra-Khan mit Zustimmung des Adels und der Geistlichkeit unter anderem Buchara und vertrieb die persischen Samaniden. Die Einwohner Bucharas fragten ihre Rechtsgelehrten, ob sie kämpfen sollten, und bekamen eine interessante Antwort: „Wenn die Leute des Khans sich (mit den Samaniden) wegen der Religion streiten, so ist es obligatorisch, gegen sie zu kämpfen. Und wenn es sich um weltliche Angelegenheiten handelt, so ist es für die Muslime verboten, sich töten zu lassen. Der Lebenswandel dieses Stammes ist schön und ihr Glaube ist der rechte, und es ist besser, sich aus dem Streit herauszuhalten.“ Aber der Khan erkrankte in Buchara und verstarb noch im selben Jahr auf dem Rückweg nach Ostturkestan, woraufhin Transoxanien wieder an die Samaniden fiel.
Erst am 23. Oktober 999 besetzte der Karachanide Arslan-Ilek Nasr, Teilherrscher von Ösgön im Ferghanatal (reg. 996–1013), Buchara erneut, und zwar ohne auf Widerstand zu stoßen. Der Samaniden-Emir Abd al-Malik II. wurde mitsamt seiner Familie gefangen genommen und nach Ösgön deportiert. Ein Samaniden-Prinz namens Ismail entfloh zwar, doch sein Kampf um die Wiederherstellung des Reiches (bis 1005) war vergeblich. Die Karachaniden eroberten erneut Samarkand und ganz Transoxanien bis zum Amudarja, auf den sie sich mit Mahmud von Ghazni (reg. 998–1030), einem anderen mächtigen Gegenspieler der Samaniden, 1001 als Reichsgrenze einigten. Auch ein karachanidisch-ghaznawidsches Heiratsbündnis wurde geschlossen, hielt aber nicht lange.

## Feudale Streitigkeiten und Reichsteilung
Wer nach dem Tod Bughra-Khan Haruns an der Spitze der Karachaniden stand, ist nicht sicher. Als Teilherrscher treten Nasr von Ösgön und Buchara, sein Bruder Ahmad Toghan-Khan von Kaschgar und Yusuf Qadir-Khan (ein Vetter der beiden) von Chotan in Erscheinung. 1011/12 ging Arslan-Ilek Nasr gegen Toghan-Khan vor, verstarb aber bereits im Folgejahr. Toghan-Khan musste 1017 eine Invasion östlicher Nomaden zurückschlagen, die aus dem „Kitai-Gebiet“ kamen und mit angeblich 100.000 Zelten (d. h. Familien) Kaschgarien angriffen. Vielleicht handelte es sich um einen Angriff der Liao-Kaiser Chinas: Yelü Lung-hsiü (reg. 982–1031) war damals sehr aktiv. Der Liao-Hof versuchte analog dazu, mit Mahmud von Ghazna Kontakt aufzunehmen.
1020/21 erhob sich Buchara mit Hilfe des Turkmenenführers Israil ibn Seldschuk, als sich Arslan-Khan Mansur und Qadir-Khan Yusuf gerade auf einem Feldzug nach Chorasan befanden. Auf Israil ibn Seldschuk stützte sich Yusufs Bruder Ali Tegin (ca. 1020–1034), der gegen den Großkhan Mansur opponierte und sich zum neuen Herrscher Transoxaniens (d. h. Bucharas und Samarkands) machte. Im Einvernehmen mit Yusuf Qadir-Khan, der 1026 neuer Großkhan wurde, griff daraufhin Mahmud von Ghazna Ali Tegin an und besetzte 1025 Samarkand. Ali Tegin konnte sich im Folgejahr jedoch sein Land zurückholen. Mahmud von Ghazna kamen auch wegen Israil ibn Seldschuks Macht Bedenken und so deportierte er ihn nach Indien und nahm sich im Austausch für diese „Hilfeleistung“ Nordbaktrien (heute: Tadschikistan).
Schließlich machte sich Ali Tegin unabhängig. Damit kam es zur (neuen) Spaltung der karachanidischen Besitzungen in ein Ost- und in ein Westreich, von denen ersteres die Gebiete am Mittellauf des Syrdarja und manchmal auch das Siebenstromland, Kaschgarien und Ferghana umfasste, letzteres hingegen Transoxanien und ebenfalls hin und wieder Ferghana. Ali Tegin starb 1034 und bald nach seinem Tod kam in Transoxanien ein Sohn des Arslan-Ilek Nasr an die Macht, so dass im Westreich fortan die Nachkommen von Ali b. Musa (die sog. „Aliden“) herrschten, während das Ostreich von der Linie Harun (auch: Hasan) Bughra-Khans regiert wurde.

## Das Westreich
Mit dem Tod des umtriebigen Ali Tegin verließen die Seldschuken die Dienste seiner Söhne und gingen zu den Choresm-Schahs aus der Dynastie der Altuntaschiden über. Dort konnten sie angesichts innerer Konflikte auch nicht bleiben, und so emigrierten sie nach Chorasan, das sie 1040, in der Schlacht von Dandanqan, den Ghaznawiden entrissen. Dies war die Geburtsstunde des mächtigen Seldschukenreiches, das bald auch das Westreich der Karachaniden in Bedrängnis bringen sollte.
Zunächst behauptete Abu Ishaq Ibrahim ibn Nasr (reg. ca. 1052–1068) Transoxanien. Er hatte sich den dortigen Thron seit Ende der 1030er Jahre von den Söhnen Ali Tegins erkämpft, in deren Gefangenschaft er einige Zeit gewesen war. Ab 1040 bezeichnete er sich auf seinen Münzen als „Stütze der Herrschaft, Krone der religiösen Gemeinschaft, Schwert des Kalifen Gottes, Tamgatch-Bughra-Khan“; hinzu kam der Titel „König des Ostens und Chinas“. Er profitierte vom Konflikt zwischen den beiden Ostherrschern Sulaiman und Muhammad, d. h. den Söhnen von Yusuf Qadir-Khan. 1044/45 unterdrückte er einen Aufstand der Stadtbevölkerung von Buchara, der von den Schiiten ausgelöst worden war. Bis Ende der 1050er Jahre gliederte er auch das Ferghanatal seiner Domäne an. Er verzichtete auf eine aktive Außenpolitik und dankte schließlich unter innerem und äußerem Druck ab.
Im anschließenden Bruderkrieg siegte Ibrahims Sohn Schams al-Mulk Nasr (reg. 1068–1080). Er wehrte 1072 den zweiten Seldschukensultan Alp Arslan (reg. 1063–1072) ab, der auf diesem Feldzug starb, bekannte sich aber zwei Jahre später (1074) als Vasall von dessen Sohn und Nachfolger, Malik Schah I. Weiterhin musste er das Ferghanatal seinen Verwandten im Ostreich überlassen. Der Khan lebte zwar traditionell in einer Zeltstadt bei Buchara, umgeben von seiner Armee, betätigte sich aber trotzdem als Bauherr. Südlich von Buchara ließ Shams al-Mulk eine Palastanlage samt Gärten und Menagerie namens Schamsabad errichten. Auf dem Weg nach Samarkand entstand 1078/79 eine Karawanserei namens Rabat-i Malik (s. u., unter „Kunst und Kultur“) mit unterirdischem Wasserspeicher.
Unter Nasrs Neffen Ahmad ibn Chidr (reg. 1080/1–1089/95) brachen wieder Konflikte mit der ʿUlamā' in den Städten aus, welche die Seldschuken zum Angriff nutzten. Sultan Malik Schah I. kehrte 1089 zurück, besetzte Buchara, Samarkand und Ösgön, nahm Ahmad gefangen und setzte ihn bald danach als seinen Vasallen wieder ein, und zwar als Ahmads revoltierende Truppen die östlichen Karachaniden zu Hilfe riefen. Ahmad suchte sich danach die Unterstützung der armen Stadtbevölkerung und der Sekten, was dem Adel und dem Klerus den Vorwand lieferte, ihn zu beseitigen. Er wurde 1095 als Ketzer verurteilt und erwürgt. Eine erneute Invasion der Seldschuken folgte 1097.
Der nächste bedeutende Seldschukenvasall war Arslan-Khan Muhammad ibn Sulaiman (reg. 1102–1130). Unter ihm wurde unter anderem 1127 das Kalyan-Minarett (s. u., unter „Kunst und Kultur“) errichtet und die Zitadelle von Buchara wiederaufgebaut. Zu seinem Heer zählten 12.000 Mamluken, womit er dem Seldschukensultan Sandschar (reg. 1097–1157) anscheinend zu selbständig wurde. 1130 besetzte Sandschar vorübergehend Samarkand und deportierte den Khan nach Churasan. In Buchara hatte der Seldschuke bereits zuvor die Ulama-Dynastie der Burhaniden installiert.
Nach einer Weile gelangte Mahmud ibn Muhammad als Herrscher von Transoxanien an die Macht und wurde 1137 bei Chudschand von den Kara Kitai geschlagen. Die Kara-Kitai waren eine Gruppe des Volkes der Kitan, welche sich nach dem Untergang der chinesischen Liao-Dynastie um 1125 nach Westen abgesetzt hatte und nun am Tschüi ein neues Reich erschuf. Mahmud rief seinen Oberherrn und Onkel Sandschar zu Hilfe, doch wurde 1141 auch dieser in der Katwan-Steppe (bei Samarkand) von den Kara-Kitai vernichtend geschlagen – die Muslime ließen 30.000 Tote zurück. Mahmud verlor infolgedessen den Thron von Samarkand, trat später aber für einige Jahre Sandschars Nachfolge als Sultan von Churasan an (bis 1162). Die anderen Karachaniden regierten derweil als Vasallen der Kara-Kitai, bis ganz Transoxanien 1210 unter die Oberherrschaft der Choresm-Schahs geriet. Deren Sultan Muhammad ibn Tekisch (reg. 1200–1220) bereitete den westlichen Karachaniden schließlich ein Ende, indem er Samarkand einnahm und (seinen Schwiegersohn) Uthman ibn Ibrahim (reg. 1204–1212) hinrichten ließ. Letzterer hatte zuvor unter die Oberhoheit der Kara-Kitai zurückkehren wollen und einen blutigen Volksaufstand gegen die Choresmier in Samarkand organisiert.
Im Ferghanatal konnten sich die letzten Vertreter der Karachaniden-Dynastie wohl nur wenig länger behaupten als die Linie in Samarkand.

## Das Ostreich
Nach dem Tod von Yusuf Qadir-Khan (1032) wurde das Ostreich unter zwei Söhnen aufgeteilt: Abu Schudscha Sulayman Arslan-Khan bekam Balasaghun, Kaschgar und Chotan; der andere Sohn, Muhammad Bughra-Khan, erhielt Talas (d. h. das heutige Taraz in Kasachstan) und verdrängte um 1056 schließlich seinen Bruder. Nach weiteren Teilungen wurde das Ostreich vermutlich erst am Ende des Jahrhunderts wieder vereinigt, und zwar in der Hand von Harun Bughra-Khan (reg. 1075–1103). Der Khan unterwarf sich – ähnlich seinem westlichen Kollegen Ahmad ibn Chidr – 1089 nach einem Seldschukenvorstoß auf Talas, aber die Oberherrschaft der Seldschuken war hier nicht so drückend. Um 1102 drang ein Ost-Khan, die Streitigkeiten in Transoxanien ausnutzend, wieder bis nach Tirmidh vor.
Balasaghun wurde als Residenz der Ostherrscher ein Zentrum der türkisch-islamischen Kultur. Harun Bughra-Khan wurde um 1069/70 offenbar das bekannte „Kutadgu Bilig“ von Yusuf Chass Hadschib Balasaghuni gewidmet, ein Fürstenspiegel aus Balasaghun, in dem es heißt:

„Ungehörig ist das gemeine Volk, ohne Gesetz und Regel, wenn man mit ihm zu tun hat. Trotzdem ist keine Sache ohne dasselbe ausführbar. Sprich daher ihm gut zu, aber mach es dir nicht zu Gefährten!“ „Alles was sie wissen, ist die Sättigung des Magens. Es gibt für sie keine andere Sorge als die Kehle.“

Der Untergang des Ostreichs kam, als der in Balasaghun regierende Khan Ibrahim II. um 1128 die Kara Kitai ins Land holte, um aufständische Karluken und Qangli bekämpfen zu können. Die Kara-Kitai unter ihrem Khan Yelü Dashi (耶律大石 Yēlǜ Dàshí; reg. ca. 1125–1144) besetzten sein Land und den Karachaniden verblieb nur der Vasallenstatus in Kaschgar, bis sie 1211 auch dort vom Naimanenprinzen Kütschlüg gestürzt wurden.

## Kunst und Kultur
Die Zeit der Karachaniden war trotz der wiederholten feudalen Streitigkeiten eine kulturelle Blütezeit. Anregungen wurden sowohl aus früheren Kulturen übernommen als auch (über den Handel entlang der Seidenstraße) mit fernen Ländern ausgetauscht.
Von der Kleinkunst hat in erster Linie die Keramik die Jahrhunderte überstanden, ferner Holzschnitzereien in Chiwa, einige Stoffe und Metalle. Die Keramik Mittelasiens aus jener Zeit war drei- bis vielfarbig und weist meist geometrische Muster auf, aber auch abstrakte figurative Darstellungen. Schriften oder Miniaturen sind nicht erhalten. Die extrem vielfältige Münzprägung der Karachaniden zeichnet sich oftmals durch eine besonders anspruchsvolle und ansprechende Kalligraphie aus.
Heute sind noch einige Bauwerke erhalten; am bekanntesten ist sicher das Kalyan-Minarett in Buchara (1127). Die Bauten wurden aus Ziegeln und Holz hergestellt. Die Baumeister bemühten sich um eine kunstvolle Versetzung und ornamentale Struktur einfacher Ziegel in einer Wand, um Holzschnitzereien und um die Verwendung von Stuck im Inneren. In später Zeit wurden auch glasierte Ziegel verwendet.

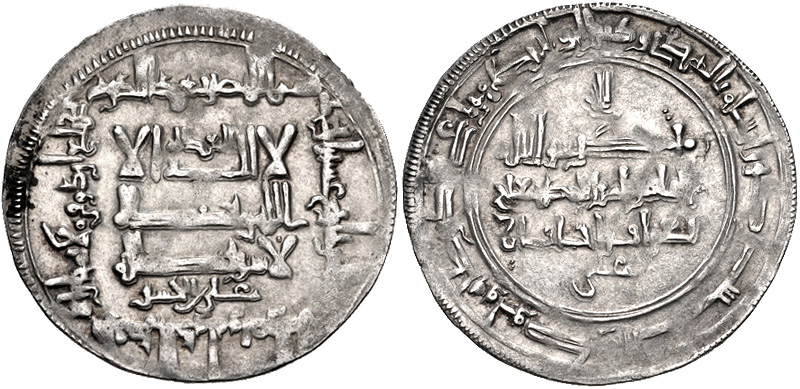
Dirham des Großkhans Ali ibn al-Hasan von 424 H. (1032/33)
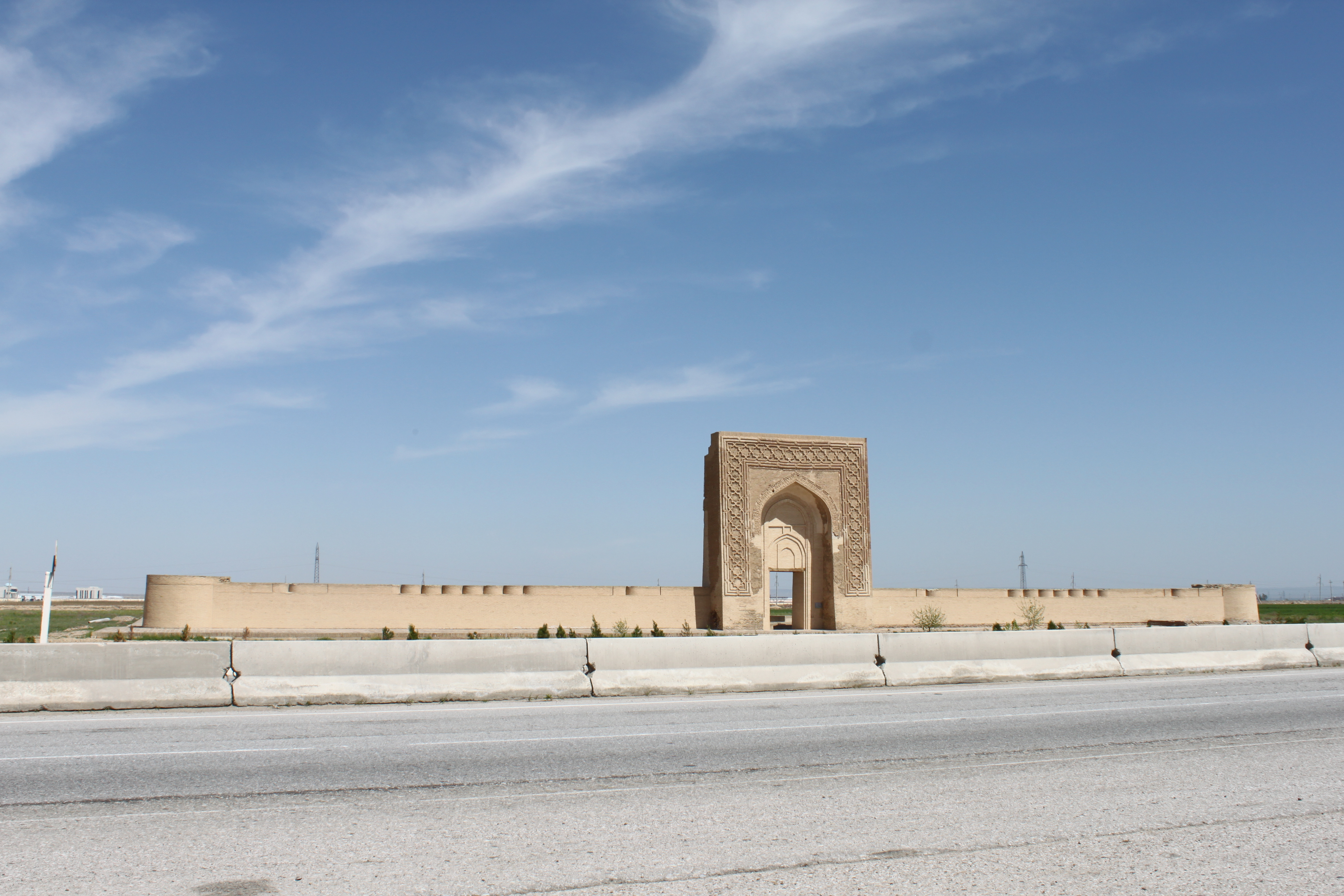
Rabat-i Malik
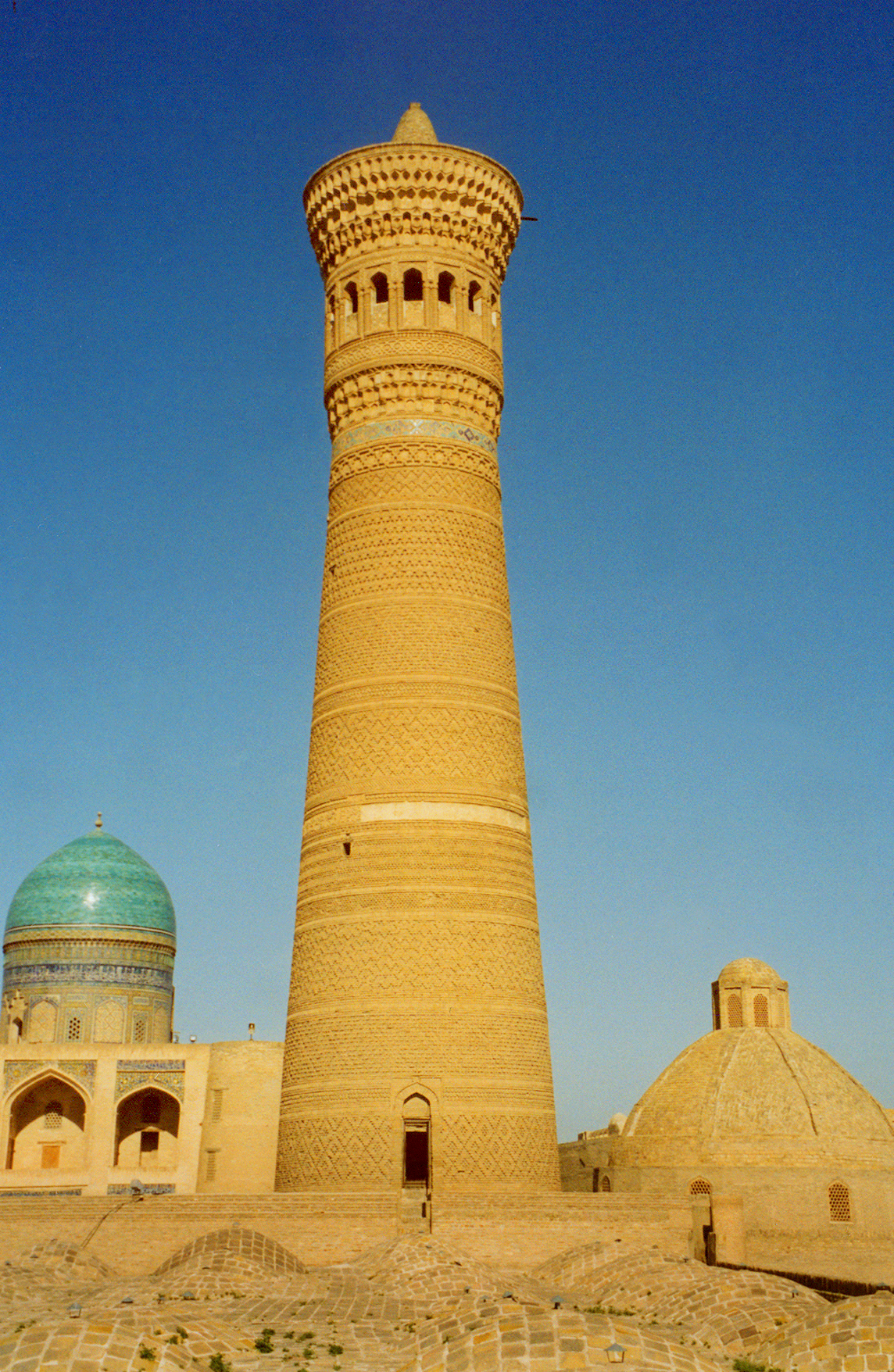
Kalyan-Minarett (Buchara)
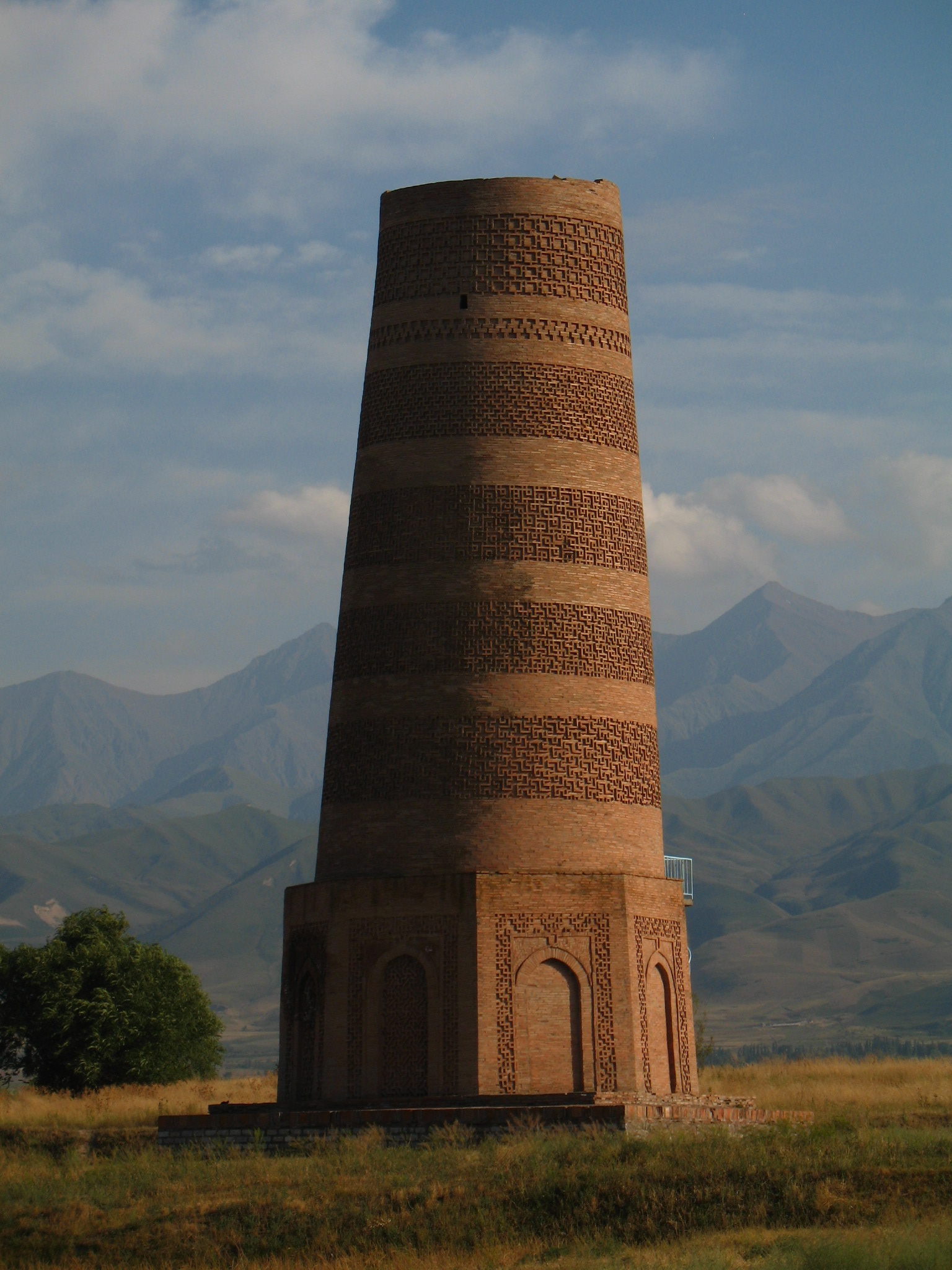
Burana-Turm (Balasagun)
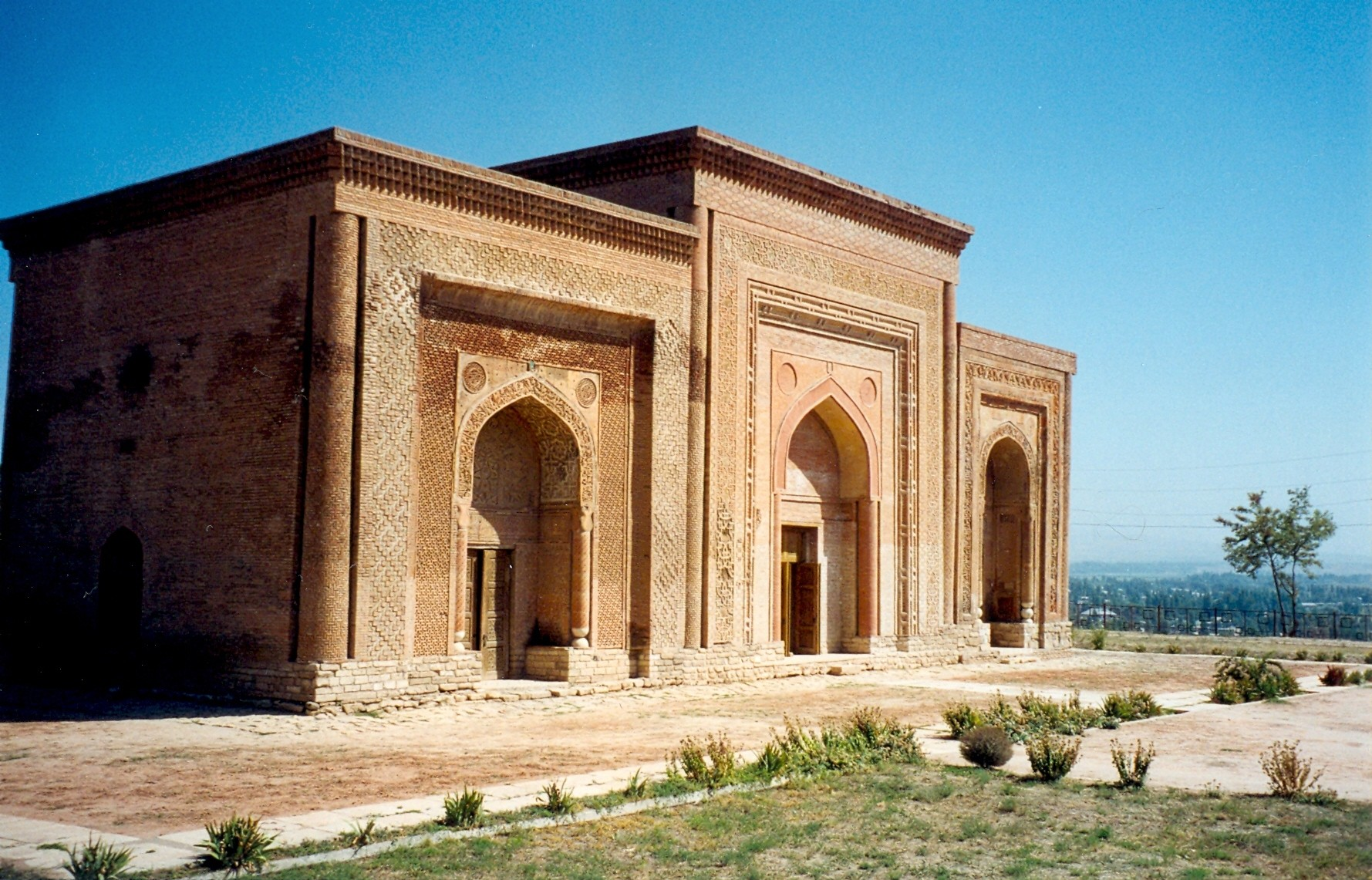
Karachaniden-Mausoleen (Ösgön)
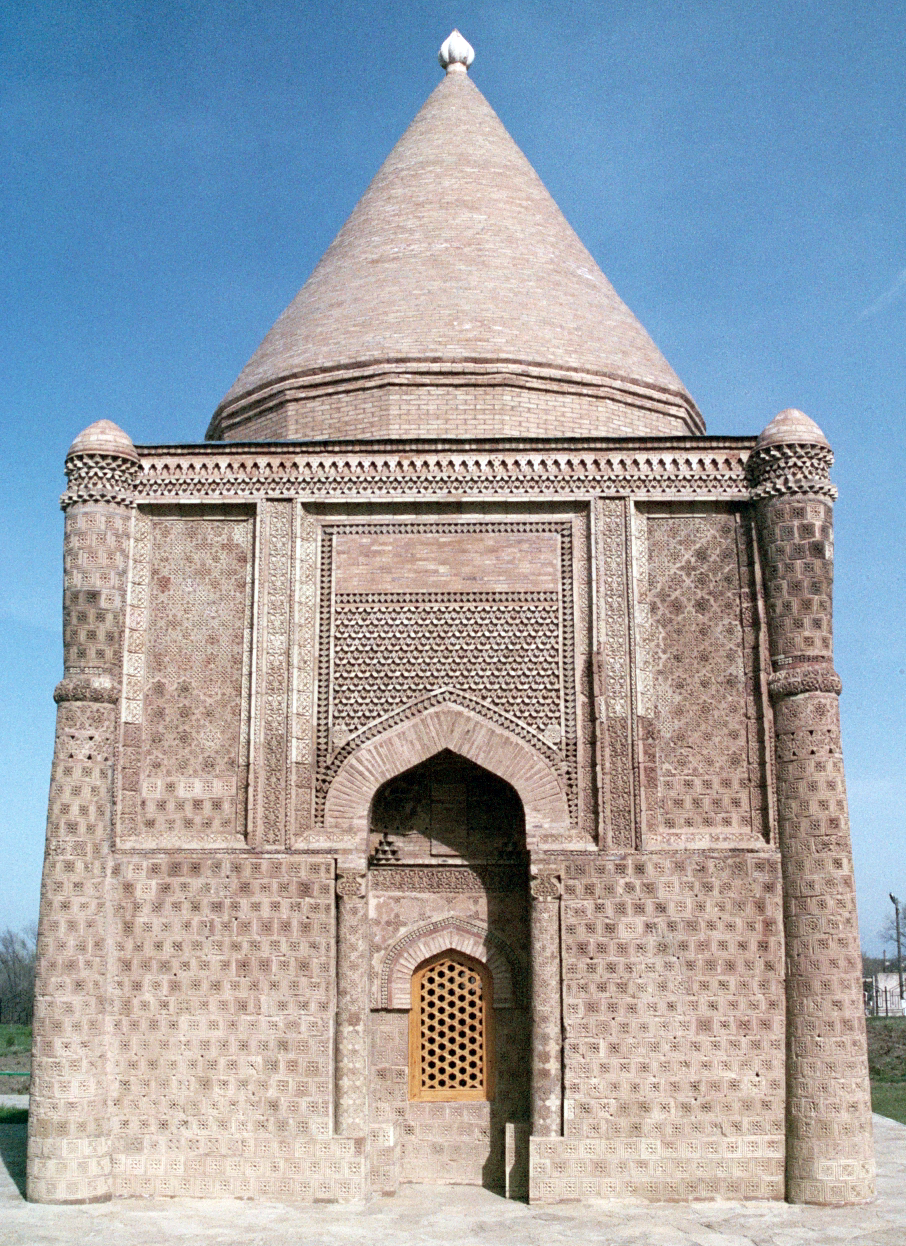
Aischa-Bibi-Mausoleum (bei Taras)
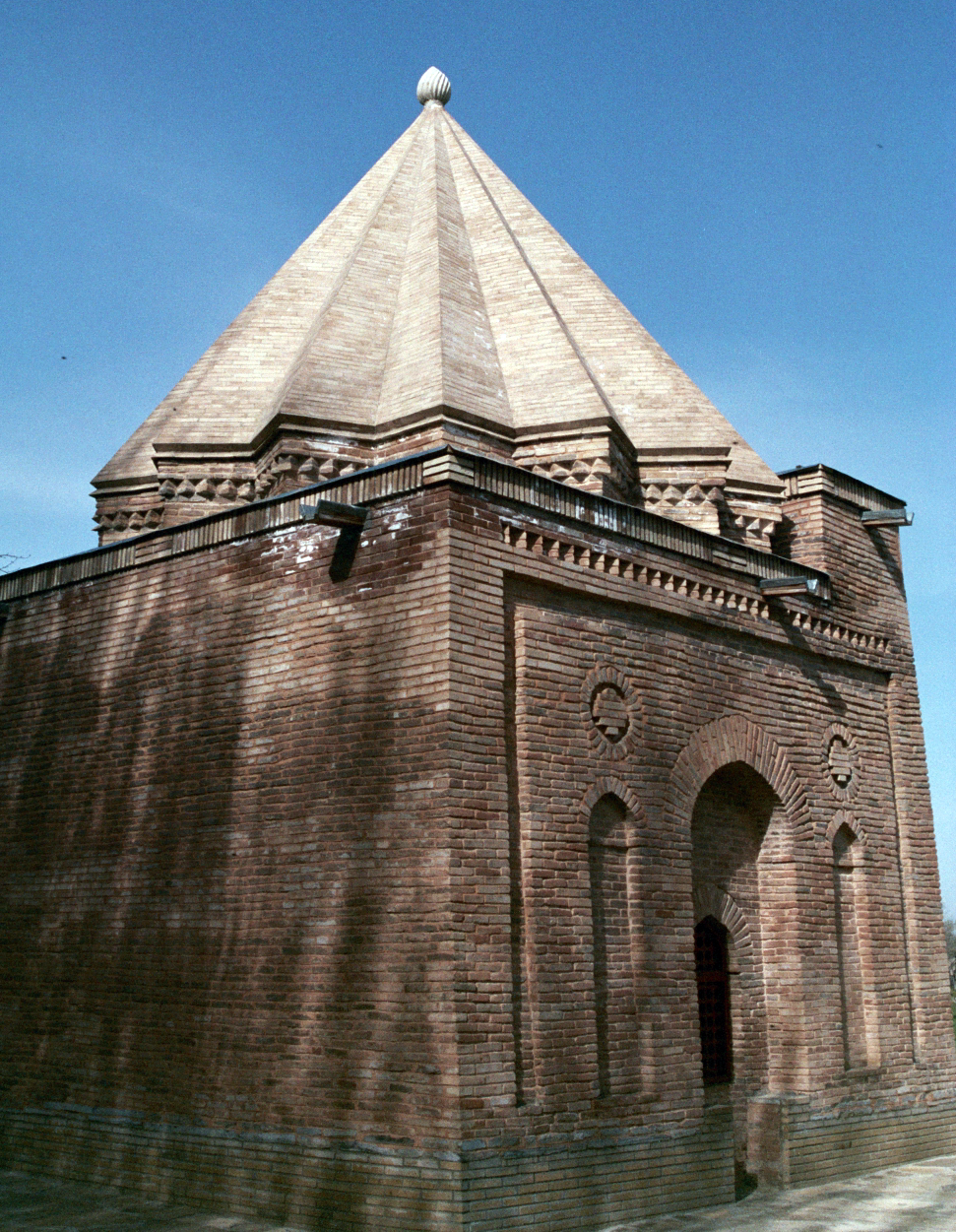
Babadschi-Chatun-Mausoleum (bei Taras)

## Karachaniden-Herrscher
Einige Khane wurden wegen ihrer Bedeutungslosigkeit weggelassen. Widersprüchliche Namen sind schon aufgrund der komplizierten Rangfolge unvermeidlich.

### Die Dynastieoberhäupter bis zur Teilung
- Bilge Kül Qadir Qan Arslan Qara Qagan (auch: Ilmalm) ca. 840
- Bazir Arslan Qara Qagan ca. 860
- zwei unbekannte Nachfolger um 890
- Ogulcaq Qadir Qan Bugra Qara Qagan (Sohn Bilge Kül Qadirs) ca. 893–904f.
- Abd al-Karim Satuq Bugra Qara Qagan (Sohn oder Neffe Ogulcaq Qadirs) ca. 927–955
- Sams ad-Daula Musa Baytas (Sohn Satuqs) 955–9??
- Sulayman Arslan Khan (Sohn Satuqs) 958–970 (?)
- Sihab ad-Din Abu Musa Harun (al-Hasan) b. Sulayman Qilic Bugra Qagan (Enkel Satuqs) 982–993
- Abu’l-Hasan Ali Arslan Qara Qagan (Sohn von Musa, Enkel Satuqs) 993-I.998
- Nasir al-Haqq wa Saif ad-Daula Abu Nasr Ahmad Arslan Qara Qagan (Sohn Alis) 998–1017, seit 998 in Kaschgar
- Abu Muzaffar Mansur b. Ali Arslan Ilek (Sohn Alis) 1017–1024/5[2]
- Toghan Khan Muhammad (Sohn Haruns) 1024/5 f.[2]
- Nasir ad-Din Yusuf Qadir Qan (Sohn Haruns) 1024/5-XII.1032, um 1008 in Chotan

### Herrscher in Transoxanien (Buchara, Samarkand)
- Abu'l-Hasan Nasr b. Ali Arslan Ilek (kurz: Arslan Ilek Nasr; Sohn Alis) 999–1013, vorher in Ösgön
- Abu Muzaffar Mansur b. Ali Arslan Ilek (Sohn Alis) 1013–1020/4
- Baha' ad-Daula Ali Tegin (Bruder Yusufs, Sohn Haruns) 1020/4–1034
- Abu Ali al-Husayn Cagra Tegin b. Harun (Sohn Haruns) 1034–1042
- Abu Muzaffar Ibrahim Tamgatch Khan (auch: Buri Tegin) (Sohn Nasrs, Linie des Ali b. Musa Baytas[3]) 1041/2–1068, abged.
- Schams al-Mulk Abu l-Hasan Nasr ibn Ibrahim 1068–1080, Vasall der Seldschuken
- Ahmad b. Chidr b. Ibrahim 1080/1–1089, Vasall der Seldschuken
- Mahmud (1095/7), der Ost-Karachanide Kadir Khan Dschibra’il b. Umar (gest. VII.1102) und andere Vasallen der Seldschuken
- Muhammad b. Sulaiman b. Da'ud b. Ibrahim 1102–1130, Vasall der Seldschuken
- Hasan (Hasan-Tegin) b. Ali 1130–1132, Vasall der Seldschuken
- Dschalal ad-Din Mahmud b. Muhammad b. Sulaiman 1132–1141, Vasall der Seldschuken
- Rukn ad-Din Ibrahim b. Muhammad b. Sulaiman 1141–1156, Vasall der Kara-Kitai
- Ali b. Hasan 1156–1161, Vasall der Kara-Kitai
- Rukn ad-Din Mas'ud b. Hasan 1161–1171, Vasall der Kara-Kitai
- Ghiyath ad-Din Muhammad b. Mas'ud 1171–1178, Vasall der Kara-Kitai
- Ibrahim b. Husain 1178–1204 (in Samarkand, zuvor im Ferghanatal), Vasall der Kara-Kitai
- Uthman b. Ibrahim 1204–1212, Vasall der Kara-Kitai und dann des Choresm-Schahs

### Herrscher im Osten (Balasagun, Kaschgar) nach der Teilung
- Saraf ad-Daula Abu Suga Sulayman Arslan Qan (Sohn Yusufs) 1032–1055, abgesetzt
- Muhammad Bugra Qan (Sohn Yusufs) 1055–1057, seit 1032 in Talas
- Ibrahim (Sohn Muhammads[4]) 1057–1059
- Mahmud Tugril Khan (Sohn Yusufs) 1059–1074
- Umar Tugril Qara Tegin 1074/5 (Sohn Mahmuds)
- Harun Bugra Qan b. Sulayman (Umars Cousin[4]) 1075–1103
- Ahmad Nur al-Dawla (Sohn Haruns[4]) 1103–1128
- Ibrahim (Sohn Ahmads[4]) 1128 ff., rief die Kara-Kitai ins Land
- ...in Kaschgar noch bis Muhammads Ende 1211